# Guliguli
Le guliguli est une des langues de Nouvelle-Irlande, éteinte, en Nouvelle-Géorgie. C'était peut-être un dialecte du kazukuru.